# Lena Boström
Anne Helena (Lena) Boström, född 15 oktober 1935 i Uleåborg i Finland, död 11 mars 2006 i Umeå, var en svensk socialdemokratisk politiker, som mellan 1988 och 1994 var riksdagsledamot för Västerbottens läns valkrets.